# Peter Perchtold
Peter André Perchtold (ur. 2 września 1984 w Norymberdze) – niemiecki piłkarz występujący na pozycji pomocnika.

## Kariera
Perchtold jest wychowankiem klubu 1. SC Feucht, w którym treningi rozpoczął w wieku 8 lat. W sezonie 2003/2004 został przesunięty do jego pierwszej drużyny, występującej w Regionallidze Süd. Tam spędził dwa sezony, w ciągu których zagrał tam w 32 ligowych meczach i zdobył w nich 7 bramek.
W 2005 roku przeszedł do rezerw klubu VfB Stuttgart. W październiku 2007 został włączony do pierwszoligowej pierwszej drużyny Stuttgartu. W Bundeslidze zadebiutował 20 października 2007 w przegranym 1:4 meczu z Hamburgerem SV. Drugi raz w Bundeslidze zagrał 27 października 2007 przeciwko Bayerowi 04 Leverkusen (1:0), a potem powrócił do rezerw. Grał w nich do końca sezonu 2007/2008.
Latem 2008 roku odszedł do spadkowicza z Bundesligi - 1. FC Nürnberg. W jego barwach zadebiutował 17 sierpnia 2008 w wygranym 2:1 ligowym meczu z FC Augsburg. 5 października 2008 w zremisowanym 1:1 ligowym pojedynku z Rot Weiss Ahlen Perchtold strzelił pierwszego gola w trakcie gry dla 1. FC Nürnberg. W sezonie 2008/2009 zajął z klubem 3. miejsce w lidze i po wygranych barażach awansował z nim do Bundesligi.